# Partito della Libertà Popolare
Il Partito della Libertà Popolare (in russo: Партия Народной Свободы - ПАРНАС, trasl. Partija Narodnoj Svobody - PARNAS), precedentemente Partito Repubblicano di Russia, è un partito politico russo, attualmente fuorilegge.

## Storia

### Il Partito Repubblicano
Le origini del partito risalgono alla fine del 1990, quando alcuni esponenti di «Piattaforma Democratica» (Демократической платформы), movimento fuoriuscito dal PCUS nel suo XXVIII Congresso, dettero vita al Partito Repubblicano della Federazione Russa (Республиканская партия Российской Федерации, РПРФ - RPRF): nel corso del congresso fondativo, tenutosi il 17-18 novembre, venne adottato un programma di ispirazione socialdemocratica e fu costituito un comitato di presidenza composto da Vladimir Lysenko, Stepan Sulakshin e Viatcheslav Shostakowsky. Il nuovo partito si registrò ufficialmente il 14 marzo 1991.
Dopo la dissoluzione dell'URSS i repubblicani sostennero il presidente Boris El'cin, ma tale scelta fu alla base di successivi contrasti interni; a favore di El'cin si schierò Piotr Siergiejewicz Filippow, designato come quarto componente del comitato di presidenza.
Alle elezioni parlamentari del 1993 il partito non riuscì a presentare liste autonome e sostenne propri candidati all'interno di altre formazioni, ottenendo in tutto 12 seggi: 5 deputati furono eletti con Jabloko, 7 con Scelta di Russia.
In vista delle elezioni parlamentari del 1995 i repubblicani proposero la costituzione di una lista unitaria aperta a tutti i movimenti di estrazione liberal-democratica; all'appello aderì Ella Pamfilova, ex ministro della protezione sociale. L'accordo condusse alla nascita del «Blocco Pamfilova-Gurov-Lysenko», che ottenne due seggi nella quota uninominale (furono eletti Pamilova e Lysenko).
Nel 1998, dopo l'assassinio della dissidente Galina Starovoytova, Lysenko propose un'alleanza con Jabloko, che però respinse il progetto; sfumato l'ulteriore tentativo di un accordo con l'Unione delle Forze di Destra, alle parlamentari del 1999 il partito non concorse con proprie liste, ma Lysenko venne eletto come candidato indipendente in sede di collegio uninominale. Agli inizi del 2002 fu invece stipulato un patto federativo col movimento "Avanti, Russia!" (Вперёд, Россия!) di Boris Fyodorov.
Il 27 aprile 2002 la formazione assunse il nome di Partito Repubblicano di Russia (Республиканская партия России, РПР - RPR); successivamente, ad esso si unirono il "Partito Contadino di Russia" (Крестьянская партия России) e il "Partito Popolare Unito delle Madri dei Soldati" (Единой народной партии солдатских матерей).
Nel 2007 la Corte suprema dispose lo scioglimento del partito, ma nell'aprile 2011 la Corte europea dei diritti dell'uomo stabilì l'illegittimità di tale provvedimento, formalmente annullato nel gennaio 2012. Il successivo 5 maggio, il Partito Repubblicano di Russia si iscrisse di nuovo nel registro dei partiti politici.
Iniziarono frattanto i contatti col "Partito della Libertà Popolare «Per una Russia senza arbitrarietà e corruzione»" (Партия народной свободы «За Россию без произвола и коррупции», ПАРНАС - PARNAS), costituitosi nel 2010 in opposizione al sistema di potere di Vladimir Putin; esso annoverava, tra gli altri, l'ex primo ministro Michail Kas'janov e l'ex vice primo ministro Boris Nemcov (ucciso nel 2015 in un agguato). Il 16 giugno 2012 venne sancita la fusione tra le due formazioni: nacque così il Partito Repubblicano di Russia - Partito della Libertà Popolare (Республиканской партии России — Партии народной свободы, РПР-ПАРНАС - RPR-PARNAS).
Nonostante la costituzione di un nuovo soggetto politico, tale iniziativa fu presentata come un mero cambio di denominazione dell'RPR (simile circostanza venne addotta dalle commissione elettorale dell'Altaj per ricusare la lista RPR-PARNAS, giacché la formazione legalmente registrata era quella dell'originario partito repubblicano).

### L'affermazione del Partito della Libertà Popolare
In occasione delle elezioni comunali a Mosca del 2013 il partito ha sostenuto la candidatura del dissidente Aleksej Naval'nyj, che ha raccolto il 27,24% dei voti contro il 51,37% del rappresentante filo-governativo Sergej Sobjanin; le opposizioni hanno tuttavia denunciato gravi irregolarità.
Il 5 luglio 2015 è stata definitivamente assunta la denominazione di Partito della Libertà Popolare (Партия народной свободы, ПАРНАС - PARNAS).
Nel 2023 la Corte Suprema scioglie il partito, ufficialmente per motivi burocratici e fiscali.

## Risultati elettorali
| Parlamentari 1993              | N.D.      | N.D. | 12 / 450 |
| Parlamentari 1995              | 1.106.812 | 1,60 | 2 / 450  |
| Parlamentari 1999              | N.D.      | N.D. | 1 / 450  |
| Partito Repubblicano di Russia |           |      |          |
| Parlamentari 2003              | 509.302   | 0,84 | 0 / 450  |
| Partito della Libertà Popolare |           |      |          |
| Parlamentari 2016              | 384.675   | 0,73 | 0 / 450  |
| 1. 2. 3. 4.                    |           |      |          |